# Heterosquillopsis danielae
Heterosquillopsis danielae is een bidsprinkhaankreeftensoort uit de familie van de Tetrasquillidae. De wetenschappelijke naam van de soort is voor het eerst geldig gepubliceerd in 1991 door Moosa.